# Saint-Amand-Montrond
Saint-Amand-Montrond er en by og kommune centralt i Frankrig. Den er sous-préfecture (underpræfektur) i departementet Cher i regionen Centre. Byen ligger ved floden Cher og har cirka 11.000 indbyggere.

## Geografi
Byen ligger ved den østlige bred af floden Cher, som skiller byen fra kommunen Orval på den anden side. To broer knytter de to kommuner sammen.

## Historie
Der har været bosætninger ved Saint-Amand tilbage til forhistorisk tid. Tre byer blev delt i middelalderen, Saint Armand le Chastel, Montrond og Saint Armand sous Montrond.